# Jan Narveson
Jan Narveson (nacido en 1936) es profesor de filosofía
emérito de la Universidad de Waterloo, en Waterloo (Ontario, Canadá), y un teórico anarquista libertario. Nació en Erskine, Minnesota, Estados Unidos.

## Ideología
Narveson es un anarcocapitalista y un contractualista. Su idea de anarquismo liberal está profundamente influenciada por el pensamiento de Robert Nozick, David Gauthier y Anthony de Jasay. La idea libertaria (1988) es una de sus más importantes contribuciones a la teoría libertaria. Sus puntos de vista libertarios han evolucionado desde su insatisfacción con el utilitarismo.

## Carrera
Estudió en la Universidad de Chicago, donde obtuvo un B.A. en ciencias políticas y filosofía; luego pasó un año en la Universidad de Oxford antes de ganar una beca de doctorado en la Universidad de Harvard en 1961.
Prolífico autor, Narveson ha escrito cientos de ensayos, comentarios y artículos para publicaciones. A pesar de su distinguida trayectoria académica su estilo de escritura es a menudo informal y humorístico, con un gran potencial de llamamiento al público en general. Es también conocido en la Universidad de Waterloo por tomar parte en muchos debates en el campus.
Narveson es desde hace mucho tiempo miembro del Partido Libertario de Ontario y actualmente se encuentra en su Comité de Ética. Aparte de su labor libertaria es fundador y presidente de la Kitchener-Waterloo Chamber Music Society, un espacio dedicado a la música de cámara.
En 2004 fue nombrado Oficial de la Orden de Canadá.

## Obras
- You and the State, 2008.
- Respecting Persons in Theory and Practice: Essays on Moral and Political Philosophy. Rowman & Littlefield, 2002.
- The Libertarian Idea. Paperback ed (with new preface). Broadview Pr., 2001. (Orig. pub.: Temple University Press, 1988)
- Moral Matters. 2nd ed. Broadview Pr., 1999.
- Political Correctness: For and Against co-authored with Marilyn Friedman. Roman & Littlefield. 1995.
- Moral Matters. Broadview Pr., 1993.
- Moral Issues. Oxford University Press, 1983.
- Morality and Utility. Johns Hopkins University Press, 1967.